# Københavns Internationale Teater
Københavns Internationale Teater (forkortet KIT) er en dansk arrangør af festivaler, workshops og seminarer indenfor tværgående scenekunst. Den er stiftet 1978 af Trevor Davies og Torben Schipper, og har blandt andet stået bag kulturfestivaler som Fools, Images of Africa og Metropolis.
De forskellige begivenheder centrerer ikke om en traditionel teaterbygning, men man har brugt byen som scene. Teatret er primært støttet af Statens Kunstfonds Projektstøtteudvalg for Scenekunst og Københavns Kommune